# La Forêt des Floralies
 (avril 2021).
Si vous disposez d'ouvrages ou d'articles de référence ou si vous connaissez des sites web de qualité traitant du thème abordé ici, merci de compléter l'article en donnant les références utiles à sa vérifiabilité et en les liant à la section « Notes et références ».
La Forêt des Floralies est une série télévisée d'animation française avec des épisodes de 26 minutes. La série est diffusée sur France 5 dans Zouzous depuis le 3 septembre 2012. Avant France 5, elle était diffusée sur Boomerang à partir du 10 novembre 2010.

## Synopsis
Dans la forêt de Boutondor, trois adorables insectes, Axel l'abeille, Amédée le scarabée et Lison le papillon, vivent des aventures drôles et étonnantes.